# Chiridiella brooksi
Chiridiella brooksi är en kräftdjursart som beskrevs av Deevey 1974. Chiridiella brooksi ingår i släktet Chiridiella och familjen Aetideidae. Inga underarter finns listade i Catalogue of Life.